# Jó estét, Mrs. Campbell!
A Jó estét, Mrs Campbell! (eredeti cím: Buona Sera, Mrs. Campbell) 1968-ban bemutatott amerikai romantikus vígjáték. Főszereplő Gina Lollobrigida. Magyarországon 1970-ben mutatták be.
A film alapján készült Carmelina című színpadi musical 1979-ben, de ez nem lett sikeres. Sikeres lett azonban az ugyancsak színpadi átdolgozás, a Mamma Mia! (az ABBA együttes zenéjével), majd az ez alapján készült 2008-as zenés film, a Mamma Mia!.

## Cselekménye
Olaszország valamikor 1963-1965 körül. (Az évszám bizonytalan, nem hangzik el a filmben. Utalás történik rá, hogy a háború 20 éve véget ért, de ugyanakkor Gia életkora 18 év)
Mrs. Campbell (Gina Lollobrigida) hazatér az olasz kisvárosban, San Forinóban lévő házába, a vidéki rokonoknál tett öthetes látogatása után. A városka a másnapi fogadásra készülődik, amit az Amerikai Légierő 293. századának tiszteletére rendeznek, akik a második világháború alatt itt harcoltak és most családjukkal együtt érkeznek, hogy felavassanak egy kápolnát. Mrs. Campbell pánikba esik. Otthon három levél várja Amerikából, három különböző férfitól. Mindhárom levél arról szól, hogy az írója alig várja a találkozást a 18 éves lányával, Giával. Mrs. Campbell elmeséli Rosának, a házvezetőnőnek, hogy a háború utolsó évében (amikor ő 16 éves volt és egyedül maradt) egymás után három amerikai katonát szállásoltak be a légitámaszpontról egy-egy hétre a házába: Walter Braddock őrmestert, Phil Newman tizedest és Justin Young hadnagyot (aki pilóta volt). Három héttel később észrevette, hogy állapotos, de nem tudta, melyikük lehet a gyereke apja, ezért mind a háromnak megírta a hírt, ők pedig (egymásról nem tudva) biztosították támogatásukról, és havonta pénzt küldtek neki. A „Campbell” nevet a leveskonzerv alapján találta ki, amit nagyon szeretett, és amit a hadnagy hozott neki, tehát „Eddy Campbell kapitány”, aki meghalt a háborúban, nem létezik. A felvett névre azért volt szüksége, hogy tiszteljék a kisváros lakói. Lányát Firenzében szülte meg és gyászruhában tért vissza a városba, „elhunyt” férje miatt, ahol azóta is tisztelik. Lányát a kapott pénzből egy svájci iskolába járatta Genfben, ahol Gia franciául és angolul is megtanult.
Walter Braddock a római repülőtérről felhívja Carlát, és másnap délután ötre bejelenti magát. Nem sokkal később telefonál Justin Young, de a felesége megzavarja a beszélgetést.
Megérkezik Carla szeretője, Vittorio (Philippe Leroy) és látja, hogy Carla pakol, mert azonnal el akar utazni. Kis rábeszéléssel másnap reggelig maradásra bírja. Phil Newman is szeretne telefonálni Carlának, de a gyerekek és a felesége miatt erre csak az éjszaka közepén sikerül sort kerítenie. A telefont Vittorio veszi fel, majd a beszélgetés után megkérdezi, ki volt az a bariton Rómából, akit Carla carissimó-nak szólított (kb. „drágaságom”). Kiderül, hogy Gia küldött egy képeslapot és másnap, csütörtökön érkezik, hogy megismerje apja volt bajtársait, így Carla mégsem utazhat el.
Az amerikaiak másnap négy busszal közelednek a kisváros felé, ahol ünnepelve fogadják őket. Útközben Walter Braddock és felesége, Fritzie veszekszenek a nemzőképességről. Walter figyelmezteti, hogy egy nap még nagy meglepetésben lehet része. (Később kiderül, Braddockéknak nincsen gyerekük meddőség miatt, ezért Fritzie bátyjai állandóan ugratják Waltert).
Megérkezik Gia egy nyitott tetejű fehér sportkocsival, amit kölcsönbe kapott egy barátjától. Carla azonnal a saját, piros kocsijába akarja tuszkolni a lányát, Gia azonban szeretne az amerikaiakkal találkozni. Carla azt a mesét adja elő, hogy mivel a „férje” hősi halált halt, a többiek viszont túlélték, gyűlöli őket. Gia azonban mindenképpen maradni akar, így Carla sem utazik el.
A busz mellett a csomagokra váró férfiak egyike tippet ad a másiknak, hogyan szabadulhat el a feleségétől: szépségszalonba kell küldenie, ahol a fodrász mellett manikűrös és pedikűrös is dolgozik, ezek igénybevétele hosszú órákat vesz el, mialatt a férfiak szabadon mozoghatnak. A beszélgetést mindhárom „apajelölt” hallja, és kisebb-nagyobb gyanakvás elaltatása után elfogadtat a feleségével.
A fodrásznál Shirley Newman és Lauren Young között Carla foglal helyet, aki Giával érkezett. A nők dicsérik Gia szépségét (azt hiszik, nem tud angolul), aki bemutatkozik és elmondja nekik, hogy ő félig amerikai, mert apja amerikai kapitány volt. Beszélgetni kezdenek, amit Carla nem hall, mert a fejére teszik a hajszárító búrát. A nőket meghatja Gia története, és elhatározzák, hogy tenni fognak valamit az érdekében.
A templomi istentisztelet alatt, amit a halott hősök emlékére tartanak, a három „apajelölt” észrevétlenül üdvözli Carlát és a „lányukat” bámulják.
Este táncos mulatságot tartanak az utcán. Itt alkalmuk nyílik pár szót beszélgetni és Giával táncolni, aki mindenkinél az apja felől érdeklődik. Az „apák” saját felnagyított előnyös tulajdonságaikat mondják el neki. Mindhárom férfi másnap meg akarja látogatni Carlát, amit ő el is fogad, de elhatározza, hogy nem lesz otthon. Amikor Carla távozni akar a lányával az estéről, Shirley Newman lép az emelvényen álló mikrofonhoz és bejelenti, hogy az újonnan létesített kápolna az „Eddy Campbell kapitány emlékkápolna” nevet fogja viselni a hős apa tiszteletére. Carla habozik elfogadni, hogy a helyi arisztokrata asszony, a kontessza helyett ő avassa fel a táblát, majd beleegyezik, hogy ezzel is bosszantsa (a kontessza ugyanis felsőbbrendűen kezeli őt).
A férfiak helytelenítik az ötletet és a feleségükkel veszekszenek rajta. Másnapra mindegyik hivatalos „elfoglaltság”-ot jelent be a feleségének, hogy el tudjon menni Carlához. Carla beajánlja másnapra Giát mint idegenvezetőt egy firenzei kirándulásra. Giát még aznap este telefonon keresik Párizsból, akivel franciául beszél. Kiderül, hogy a barátja, egy 27 éves tanár, mellesleg nős férfi Brazíliában kapott munkát, és magával akarja vinni Giát. Carla egy újabb történetet ad elő Gia apjáról, és arra hivatkozik, hogy az emléke iránti tiszteletből Gia nem teheti meg, hogy otthagyja az iskolát, és összeálljon egy nős férfival. Gia elfogadja a magyarázatot, és megígéri, hogy nem utazik el.
Másnap elmegy a busz a firenzei művészeti kincsek megtekintésére. Carla egy csekket ad át a lányának, hogy ott majd váltsa be. Carla otthon a férfiak levelei alapján próbálja memorizálni azok adatait (valószínűleg azzal a céllal, hogy ne keverje össze őket). Váratlanul Walter érkezik egy taxival és csodálkozva látja, hogy milyen szépen berendezett házat tart fenn Carla az ő havi 85 dollárjából. Carla azt találja ki, hogy a biztosítási pénzből vette a házat, mert elütötte egy taxi. Carla kéri Waltert, hogy menjen el. Walter még azt javasolja, hogy ha Gia az Egyesült Államokban járjon egyetemre, a Chicagói Állami Egyetemen, mert akkor meg tudná őt látogatni minden hétvégén. Walter még nem ment el, amikor megérkezik Phil Newman. Carla azt találja ki, hogy a biztosító embere az és Philt a hátsó ajtóhoz küldi, ezalatt Walter távozik. Ugyanekkor érkezik Justin, egy csokor virággal. Ő is csodálkozik, hogy hozta össze Carla a házat havi 140 dollárból (ő ennyit fizetett). Carla azt mondja neki, hogy szandálokat készít turistáknak (ami persze nem igaz). Justin azt javasolja, hogy költözzön New Yorkba, ahol ő fenntartana neki egy lakást, Giát pedig beíratná egy elsőrangú egyetemre (de a feleségétől nem válna el). Carla kis gondolkodás után vadul ráveti magát a kanapén, csókolgatni kezdi, és az arcát karmolássza. Amikor tépni kezdi az ingén a gombokat, a férfi menekülőre fogja a dolgot, bár a javaslatát fenntartja New Yorkról. Az első ajtón távozik, mert időközben Phil megérkezett a hátsó ajtóhoz.
Váratlanul megérkezik Mrs. Braddock, akit Mrs. Newman kért meg, hogy jöjjön el Carlához. Azért jött, mert az amerikai feleségek meg vannak hívva a kontesszához és Mrs. Campbell is amerikai feleség. Amikor Mrs. Braddock távozni akar, megint Phil van az első ajtónál, ezért Carla azt mondja a nőnek, hogy egy olasz babona miatt inkább a hátsó ajtón menjen ki. Philnek is azt mondja, hogy a biztosító embere volt bent a balesete miatt. Phil egy kész szerződést hoz Carlának, ami szerint ő lesz a „Shirley Cipő” olaszországi képviselője, így ha történik vele valami (ekkor jelképesen köp egyet, Carla pedig ördögszarvat mutat a kezével), akkor Carla továbbra is kapja a pénzt, ahogy addig. Phil kijelenti, hogy rettentő sok ideje van, mert Shirley Firenzében van, délután pedig a kontesszánál teázik. Leveszi a zakóját, és azt szeretné, ha felújítanák a barátságukat. Carla azzal a javaslattal áll elő, hogy Phil váljon el, és vegye el őt feleségül, ami ellen a férfi tiltakozni kezd, és azt emlegeti, hogy ő otthon főcserkész. Phil is menekülőre fogja a dolgot.
Firenzében az „International Express Office” utazási irodában Gia 30 000 lírát vesz fel. Ugyanott, de egy másik ablaknál Mrs. Newman is bevált egy utazási csekket. Az ügyintéző kijelenti, hogy névről ismeri a férjét, mivel hosszú évek óta a megbízójuk, és odahozza a tranzakciókat rögzítő könyvet, ahová akkurátusan, kézzel be vannak jegyezve a nevek és az összegek, amiket náluk átutaltak. Az ügyintéző elmondja, hogy Phil Newman Mrs. Campbell vevője, bort vásárol tőle már húsz éve. Gia érdeklődve hallgatja a beszélgetést. Mrs. Newman még egy turisztikai információt illetve prospektust kér, és amíg az ügyintéző elmegy, hogy hozzon egyet, ő gyorsan belelapoz a nyilvántartó könyvbe, majd távozik. Gia elkéri a nyilvántartó könyvet, és amikor belelapoz, látja, hogy a befizetési oldalon három név sorakozik egymás alatt minden hónapban: Walter Braddock, Phil Newman, Justin Young. A nevek mellett feltüntetve az átutalt pénzzel.
Carla ruhát megy venni Vittorióval. A Firenzéből hazafelé tartó buszon Mrs. Newman és Gia is elgondolkodva utazik. Carla  egy narancsszínű tarka nyári ruhában érkezik a teadélutánra, amikor eszébe jut, hogy az asztalon hagyta a leveleket. Megkéri Vittoriót, hogy siessen haza, nehogy Gia megtalálja a leveleket. Mrs. Newman a nagyobbik fiának azt mondja, kerítse elő az apját. Phil a szállodába siet, Mrs. Newman közben felhajt pár pohárral valamilyen italt. Kérdőre vonja Philt, hogy miért utalt át pénzt húsz éven át egy olasz nőnek. Phil hirtelen azt találja ki, hogy ők annak idején baráti szövetséget kötöttek, hogy ha valamelyikük meghal a háborúban, akkor a többiek támogatni fogják a családját, ezért küldte a pénzt. Mrs. Newman meghatódik a történeten. Elmondja Philnek, hogy Braddock és Young is rendszeresen küldött pénzt Mrs. Campbellnek. Ezen meg Phil lepődik meg.  Vittorio későn érkezik, Giát levelekkel a kezében találja otthon. Mire elmegy Carláért és hazaviszi, Gia már nincs otthon. Carla felhívja a san anselmói rendőrséget, és azt mondja, hogy ellopták az autóját (amivel Gia elment).
Mrs. Newman elmegy a teadélutánra, ahol Mrs. Braddock-kal és Mrs. Younggal egy külön szalonba vonul tárgyalni. Ismerteti velük férjük becsületességét. Azok nem akarják elhinni férjük nagylelkűségét, ezért Mrs. Newman felhívja a firenzei irodát (ahol személyesen járt), és tájékoztatást kér a két másik úr befizetéséről.
Közben a három férfi is összejön egy teraszon, ahol kiszámolják, hogy a hármójuk által átutalt pénz 197 ezer dollárt tesz ki húsz és 1/4 év alatt (évi 6%-os kamattal). Phil havi száztízet küldött, Walter nyolcvanötöt, Justin száznegyvenet.
A három férfi és a három nő is (külön-külön és más indíttatásból) elhatározza, hogy odamennek Mrs. Campbellhez, hogy beszéljenek vele.
Gia könnyes szemmel az országúton száguldozik, mígnem San Anselmo határánál két motoros rendőr ered a nyomába. Amikor Gia meglátja őket, inkább a gázra lép, de útakadály miatt nem tud továbbhaladni és az autójával egy kórház bejáratába rohan. Szerencsére nem esik baja, de Carla odarohan, amikor meghallja, hogy a lánya kórházban van. Vittorio is elindul a teherautójával, amivel egyébként Mrs. Campbell borát szállítja. Megérkezik a házhoz a három férfi, de már csak Rosa van otthon. Amikor meghallják, hogy Giát baleset érte, elrohannak. Nemsokára megérkezik a három asszony is, és elmondják Rosának, hogy „mindent tudnak és mindennel egyetértenek”. Rosa félreérti a helyzetet és elszólja magát, amiből kiderül, hogy Carla mindhárom férfit „vigasztalta”, hiszen ő is csak 16 éves volt. A nők is San Anselmóba sietnek.
Vittorio mellett mindkét taxi elszáguld. Phil azt mondja, hogy Giának olyan szeme van, mint Walternak.
Amikor Carla megérkezik a lányához a kórházba, Gia azt mondja neki, hogy elmegy Párizsba és onnan Brazíliába, mivel az egész élete hazugság volt. Carla kirohan a kórházból és a három férfiba botlik, akik gúnyolódni kezdenek rajta. Carla azonban azt válaszolja, hogy ő sem tudja, melyikük az apa, mivel hármójukkal 10 napon belül volt együtt. Mivel dönteni nem tudott, nem akarta pénzfeldobással eldönteni a dolgot, mert az az igazi apával és azzal szemben sem lett volna tisztességes, aki helyette küldte volna a pénzt. Továbbá, hogy az apa nem volt ott, amikor segíteni kellett volna. Most pedig itt az első apai feladat: a lányuk el akar utazni egy nős emberrel Brazíliába. Berohannak a lány szobájába és megtiltják neki, hogy elutazzon, Gia azonban azt mondja nekik, hogy neki ők idegenek és ne szóljanak bele, hogy mit csinál. A három nő is megérkezik, és férjükre támadnak. Végül megérkezik Vittorio is, aki az ördög ügyvédje szerepét veszi fel: biztatja Giát, hogy menjen el Párizsba a barátjához, hiszen az anyja hazudott neki, pénzt fogadott el férfiaktól, amit magára költött, Capriba járt nyaralni, jachtot vett, a lánya közben nyomortanyán élt és nem járt rendesen iskolába (nyilvánvalóvá válik, hogy ez így nem igaz).
Gia a férfiakkal visszaindul, míg Vittorio a nőket viszi. Fritzie Braddock, aki szorosan mellette ül, többször tiltakozik a sebességváltások miatt (mert Vittorio a nő térdét használja sebváltógombnak).
A városka templomában megkezdődik a kápolnaszentelési eljárás. A tábornok felhívja az éppen akkor érkező Mrs. Campbellt, és átadja neki az emléktáblát, amit Eddy Campbell emlékének ajánlanak. Mrs. Campbell azonban elhárítja a megtiszteltetést. Pár szóval jellemzi az akkor érkező három házaspár és a lánya előtt Eddy Campbell tulajdonságait (amiben a férfiak magukra ismernek), majd átadja a táblát a kontesszának, hogy ő szentelje fel a kápolnát, és azt javasolja, hogy a kápolnát San Forino lakosainak ajánlják. A kontessza elfogadja a felkérést.
A három házaspár az elutazáshoz készülődik. Lauren Young férje szemére hányja, hogy annyi év után most kiderül, hogy tisztességes ember. Shirley Newman mindig lányt szeretett volna, Walter pedig már előre azon kesereg, hogy Fritzie bátyjai megint ugratni fogják. Felesége azonban biztosítja róla, hogy Gia csak az ő lánya lehet a nagy szája, a járása, a szeme színe és a csökönyössége miatt. Javasolja, hogy a lány lakjon náluk, ha az Államokban fog egyetemre járni.
Amikor Carla a házuk elé ér, Vittorio egy másik kocsiba pakolja a holmiját. Azt mondja, hogy visszamegy Bordeaux-ba dolgozni, mert itt nem becsülik meg. Carla ugyanazt mondja neki, mint amit korábban Vittorio, amikor ő akart elmenni: hogy ne induljon neki este, fáradtan a kanyargós hegyi utaknak, hanem aludjon az ágyában és reggel kipihenten induljon el. Vittorio némi hezitálás után marad, majd igazi olasz szóváltás kezdődik köztük (a szöveg ennél a résznél és a korábbi veszekedésnél nincs szinkronizálva).
A stáblista kiírása alatt a négy buszt lehet látni, amint a kanyargós szerpentinen távolodnak.

## Szereposztás
| Színész           | Szerep                         | Magyar hang        | Magyar hang        |
| Színész           | Szerep                         | 1. szinkron (1970) | 2. szinkron (1984) |
| ----------------- | ------------------------------ | ------------------ | ------------------ |
| Gina Lollobrigida | Carla Campbell                 | Békés Rita         | Szegedi Erika      |
| Telly Savalas     | Walter Braddock                | Mádi Szabó Gábor   | Inke László        |
| Phil Silvers      | Phil Newman, cipőnagykereskedő | Velenczey István   | Velenczey István   |
| Shelley Winters   | Shirley Newman                 |                    | Mányai Zsuzsa      |
| Lee Grant         | Fritzie Braddock               |                    | Földessy Margit    |
| Marian McCargo    | Lauren Young                   |                    | Dallos Szilvia     |
| Janet Margolin    | Gia Campbell                   | Piros Ildikó       | Antal Olga         |
| Naomi Stevens     | Rosa                           |                    |                    |
| Giovanna Galletti | kontessza                      |                    | Czigány Judit      |
| Philippe Leroy    | Vittorio                       | Tordy Géza         | Tahi Tóth László   |
| Peter Lawford     | Justin Young                   | Somogyvári Rudolf  | Fülöp Zsigmond     |

Marian McCargo a stáblistában Marian Moses néven van feltüntetve.

## Fogadtatás
Roger Ebert, a Chicago Sun-Times filmkritikusa szerint: „a film elbűvölően emlékeztet arra, amilyennek egy komédiának lennie kell... jól meghatározott helyzetek, jó párbeszédek és hangsúlyos karakterek vannak benne... Melvin Frank rendező összefűzi a történetet működő egésszé. Sok köszönhető Telly Savalas komédiázó képességének (a három apajelölt közül ő a legjobb), és Shelley Wintersnek, aki Phil Silvers feleségét játssza. Miss Lollobrigida is jó, hozza azt az ártatlanságot, ami szükséges a közönségesség elkerüléséhez.”

## Díjak, jelölések
David di Donatello-díj (1969)
- díj: legjobb színésznő - Gina Lollobrigida

Golden Globe-díj (1969)
- jelölés: legjobb angol nyelvű külföldi film
- jelölés: legjobb színésznő musical-ben vagy vígjátékban - Gina Lollobrigida
- jelölés: legjobb eredeti dal - Buona Sera, Mrs. Campbell

Writers Guild of America (1969)
- jelölés: legjobb eredeti amerikai forgatókönyv

## Forgatási helyszínek
A film belső jeleneteit a Cinecittà Studios-ban forgatták, Rómában. A külső jeleneteket Luccában és Aricciában vették fel. Firenze és Róma csak vágóképeken jelenik meg.

## Érdekesség
- Mrs. Campbell piros sportautója egy Fiat 1500 Cabrio. Gia fehér kölcsön kabriója egy Renault Caravelle. Mindkét taxi Fiat 600 Multipla típus.
- San Forino és San Anselmo kisvárosok kitalált helyszínek. San Forino a film alapján valahol Firenze és Róma között helyezkedhet el.
- Az autók rendszámai alapján (LU) a hely Lucca lehet.[2]
- A forgatás egyik helyszíne Ariccia, ami Rómától 20 km-re délkeletre található, ennek közelében van az Albano-tó, ami a filmben is látszik.[3][4]

## Fordítás
Ez a szócikk részben vagy egészben  a   Buona Sera, Mrs. Campbell című angol Wikipédia-szócikk fordításán alapul.  Az eredeti cikk szerkesztőit annak laptörténete sorolja fel. Ez a jelzés csupán a megfogalmazás eredetét és a szerzői jogokat jelzi, nem szolgál a cikkben szereplő információk forrásmegjelöléseként.